# Kościół św. Andrzeja Boboli w Kamienicy
Kościół świętego Andrzeja Boboli w Kamienicy – rzymskokatolicki kościół parafialny należący do parafii pod tym samym wezwaniem (dekanat wągrowiecki archidiecezji gnieźnieńskiej).
Świątynia została wzniesiona tuż przed wybuchem II wojny światowej przez ks. Z. Majewskiego w latach 1938-1939 na terenie ofiarowanym przez rodzinę Ciesiołków. W 1945 roku ksiądz proboszcz J. S. Gawrych z Żonia poświęcił kościół. Przez wiele lat świątynia pełniła funkcję kościoła filialnego parafii w Żoniu. Samodzielna parafia erygowana została w dniu 1 marca 1957 roku.